# 甘萨赫代雷区
甘萨赫代雷区是索馬利亞的一個區，位於該國南部的拜州，首府為甘萨赫代雷。

## 外部鏈結
- 甘萨赫代雷区行政區域圖 （页面存档备份，存于）